# スタニスワフ・アウグスト・ポニャトフスキ
スタニスワフ・アウグスト・ポニャトフスキ（Stanisław August Poniatowski, 1732年1月17日 - 1798年2月12日）は、ポーランド・リトアニア共和国の最後の国王（在位：1764年 - 1795年）。スタニスワフ2世アウグスト（ポーランド語: Stanisław II August）とも呼ばれる。

## 国王称号
5月3日憲法によれば、以下の通り。
- 「スタニスワフ・アウグスト、神の恩寵と人民の意志によるポーランド王にしてリトアニア大公、およびルテニア、プロイセン、マゾフシェ、サモギティア、キエフ、ヴォルヒニア、ポドレ、ポドラシェ、リヴォニア、スモレンスク、セヴェリア、チェルニフフの公爵」

## 生涯

### 即位まで

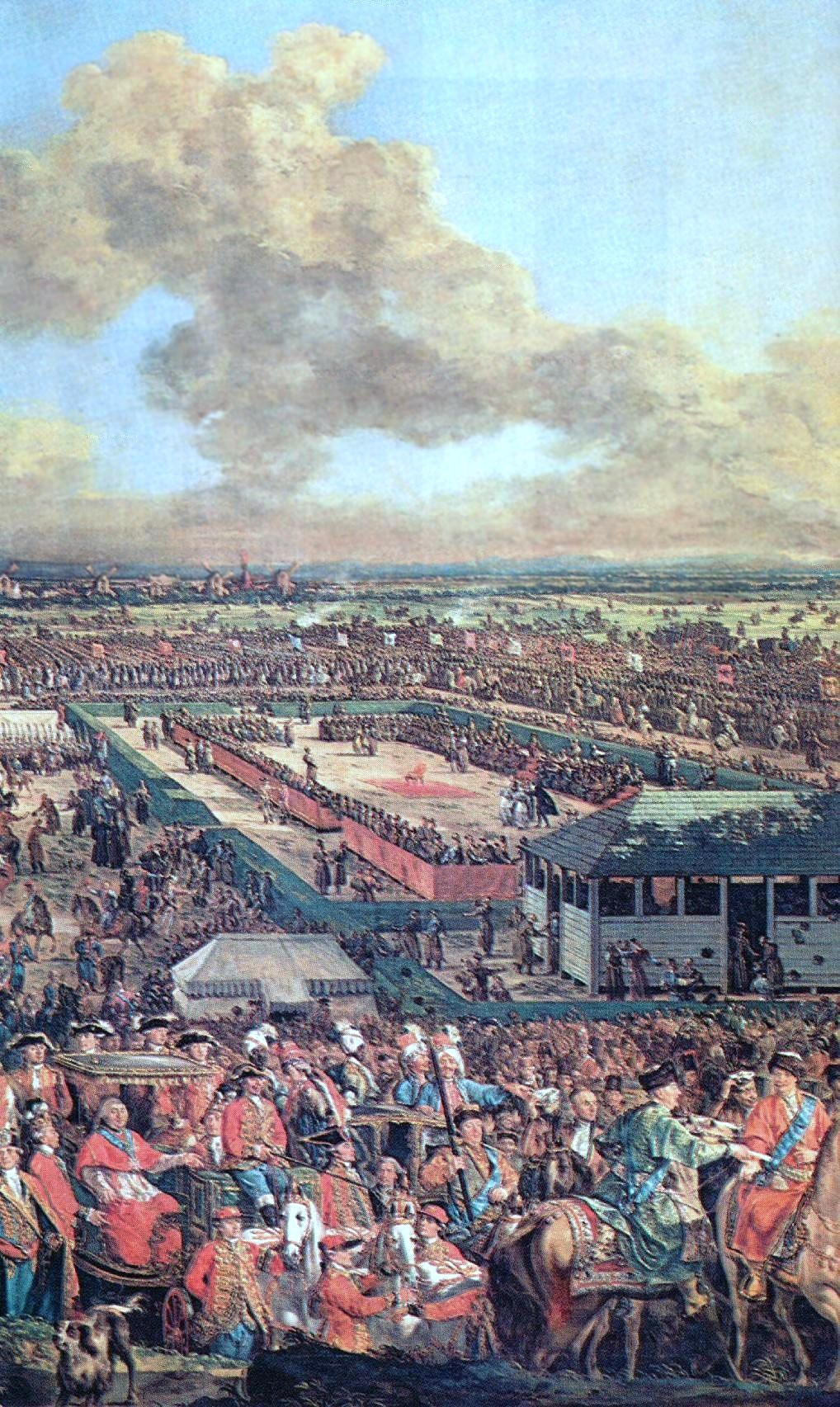
「スタニスワフ・アウグストの国王選出」（ベルナルド・ベッロット画、1778年）

ブジェシチ近郊のヴォウチン（Wołczyn）に生まれた。元の名前はスタニスワフ・アントニ・ポニャトフスキ（Stanisław Antoni Poniatowski）といった。
父スタニスワフ・ポニャトフスキ伯爵は啓蒙主義者で、チャルトリスキ家の指導する党派「ファミリア」の一員として頭角をあらわした。1752年、20歳になったばかりのスタニスワフは国会議員に当選し、その雄弁さによって注目を集めた。スタニスワフが若くして国政に進むことが出来たのは、共和国でも最有力の貴族家門の一つであるチャルトリスキ家の伯父たち、ミハウ・フリデリク・チャルトリスキ公爵とアウグスト・アレクサンデル・チャルトリスキ公爵の支援に負うところが大きかった。
1755年、スタニスワフは伯父たちのおかげでリトアニア大膳官の地位を手に入れ、ロシア駐在のイギリス大使サー・チャールズ・ハンバリー・ウィリアムズの秘書としてサンクトペテルブルクに赴任した。スタニスワフはエリザヴェータ女帝と宰相アレクセイ・ベストゥージェフ＝リューミン伯爵の覚えもよく、ザクセン公使としてロシア宮廷に出入りする資格を得た。
スタニスワフはロシア宮廷で後に女帝エカチェリーナ2世となるエカチェリーナ・アレクセーエヴナ大公妃と知り合った。エカチェリーナはこのハンサムで有能な若いポーランド貴族に入れ込み、他の愛人たちをすべて捨ててしまうほどだった。スタニスワフとエカチェリーナとの間には娘のアンナまで生まれたが、スタニスワフは1759年、ロシア宮廷の陰謀事件に巻き込まれて帰国せざるを得なくなった。

### ポーランド国王
1762年、ロシア宮廷でのクーデターによってエカチェリーナ2世が即位し、その直後にポーランドでアウグスト3世が没すると、女帝は元愛人のスタニスワフを王位につけてポーランドへの影響力を強めようとした。派遣されたロシア軍を後ろ盾にしたチャルトリスキ家の「ファミリア」がクーデタによって政権与党となり、1764年9月7日に32歳のスタニスワフがワルシャワ郊外のヴォーラでポーランド・リトアニア共和国の国王に選出された。スタニスワフは先代の2人の国王の名前を採って「スタニスワフ・アウグスト」と名乗った。また一部の人々からは、ポニャトフスキ家の紋章に由来する「雄牛」（Ciołek）というあだ名で呼ばれていた。

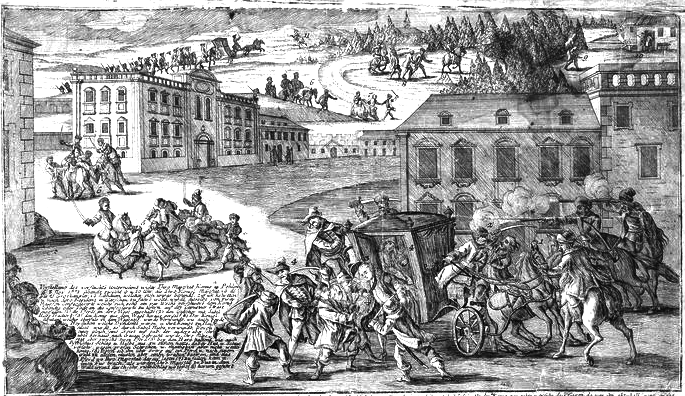
バール連盟に誘拐されるスタニスワフ・アウグスト

スタニスワフの戴冠式は1764年11月25日にワルシャワで執り行われた。国王の伯父たちは、アウグスト・アレクサンデルの息子アダム・カジミェシュ・チャルトリスキを国王にしたいと考えていたが、アダム・カジミェシュ本人が辞退してしまっていた。チャルトリスキ家はスタニスワフが自分たちをないがしろにして国政を運営していくことをよく思わなかった。スタニスワフは「ファミリア」の改革構想を基本にした経済改革に着手したものの、1766年に伯父たちと決裂した後は改革は進まなかった。
スタニスワフの即位後、ロシアのポーランド・リトアニア共和国に対する内政干渉は強まった。1768年、ポーランド・リトアニア共和国は法的にロシア帝国の保護国になった。保護国化に反対する貴族たちはバール連盟を結成し、フランスやオスマン帝国の支援を得てロシア軍との戦いを始めた。バール連盟は1770年10月に親ロシア派のスタニスワフを国王と認めないと宣言したため、スタニスワフはロシア軍に対する支持を貫いた。翌1771年、スタニスワフは連盟の参加者たちによってワルシャワ郊外で一時的に誘拐され、軟禁状態におかれている。
1772年、スタニスワフの抗議もむなしく第一次ポーランド分割が行われ、共和国の領土・人口のおよそ3分の1が失われた。国王はマグナートたちの容赦のない非協力的な態度に直面して、何の対策も講じられなかった。こうした状況にあって、スタニスワフは領土分割の黒幕であるロシア大使オットー・マグヌス・フォン・シュタッケルベルク伯爵（Otto Magnus von Stackelberg）に依存せざるを得なくなっていった。

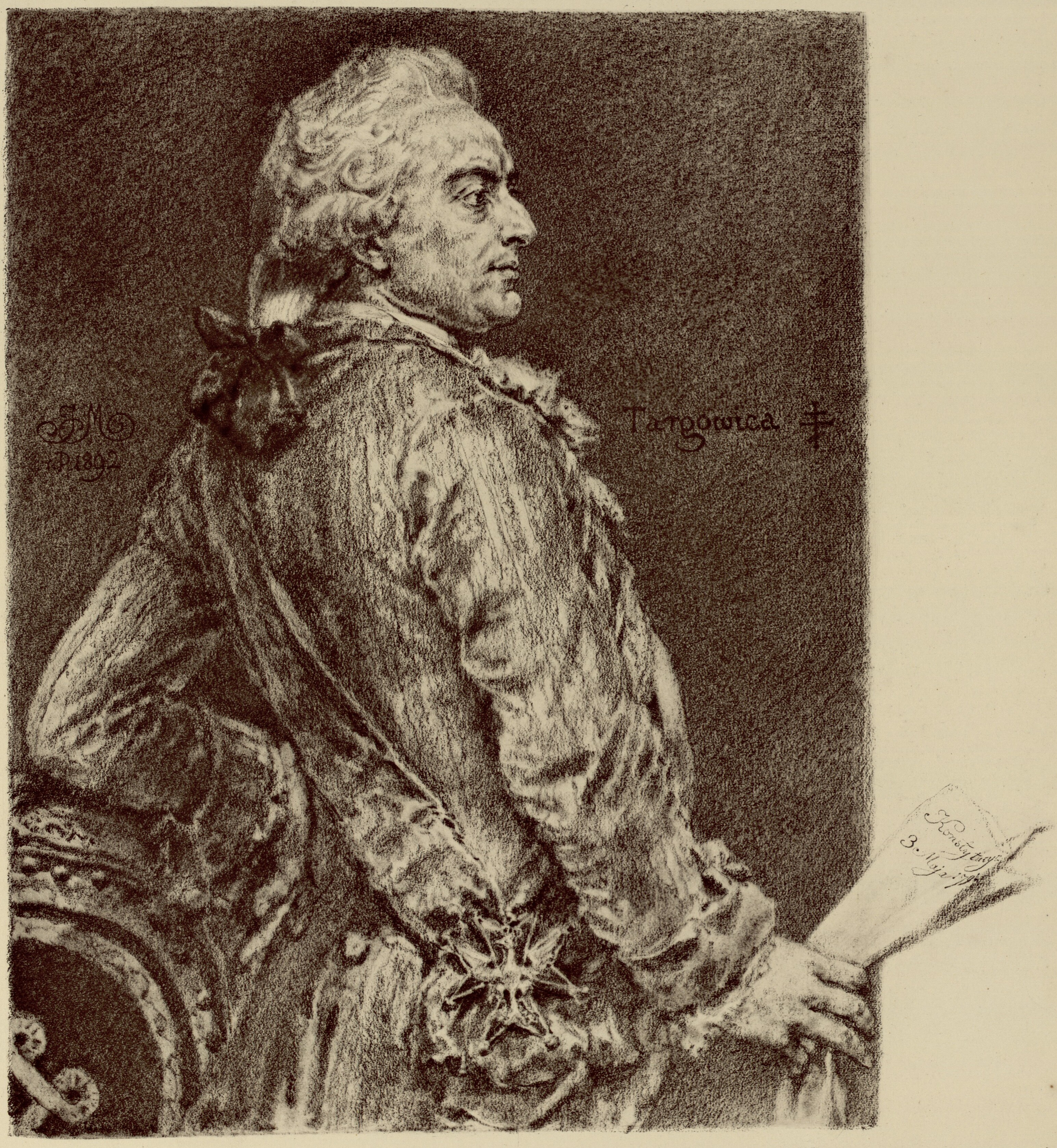
ヤン・マテイコによる肖像画

一方で、スタニスワフは文化や教育に関する政策では共和国に大きく貢献していた。国王は1765年に騎士学校（School of Chivalry）を創設した。同校は共和国に奉仕するエリートの育成を目指すもので、タデウシュ・コシチュシュコらを輩出した。また1773年、スタニスワフは世界で最初の国家教育省である国民教育委員会（Commission of National Education）を設立している。スタニスワフはすでに1765年から、ポーランドにおける啓蒙主義を牽引する週刊新聞『モニトル』（Monitor）紙を発行していた。国王主催の木曜晩餐会（Thursday dinners）は、首都における最も重要なサロンの一つだったし、またワルシャワ国立劇場（National Theater, Warsaw）を設立したのも彼であった。
1783年ないし1784年、スタニスワフは愛人エルジュビェタ・グラボフスカ（Elżbieta Grabowska）と秘密結婚した。エルジュビェタは元はヤン・イェジ・グラボフスキという貴族の妻であったが、秘密結婚の前にスタニスワフとの間に何人かの子供をもうけていた。
1788年から1792年まで開催された4年議会では、スタニスワフはそれまで対立していた愛国派の人々と手を組むようになり、両者は協力して1791年、「5月3日憲法」の制定にこぎ着けた。憲法の制定過程で、共和国の世襲王制への移行が決まると、スタニスワフは自分の一族をポーランドの世襲王家にしようと考えたが実現せず、先代の国王アウグスト3世の孫であるザクセン選帝侯フリードリヒ・アウグストが王位継承者に選ばれた。

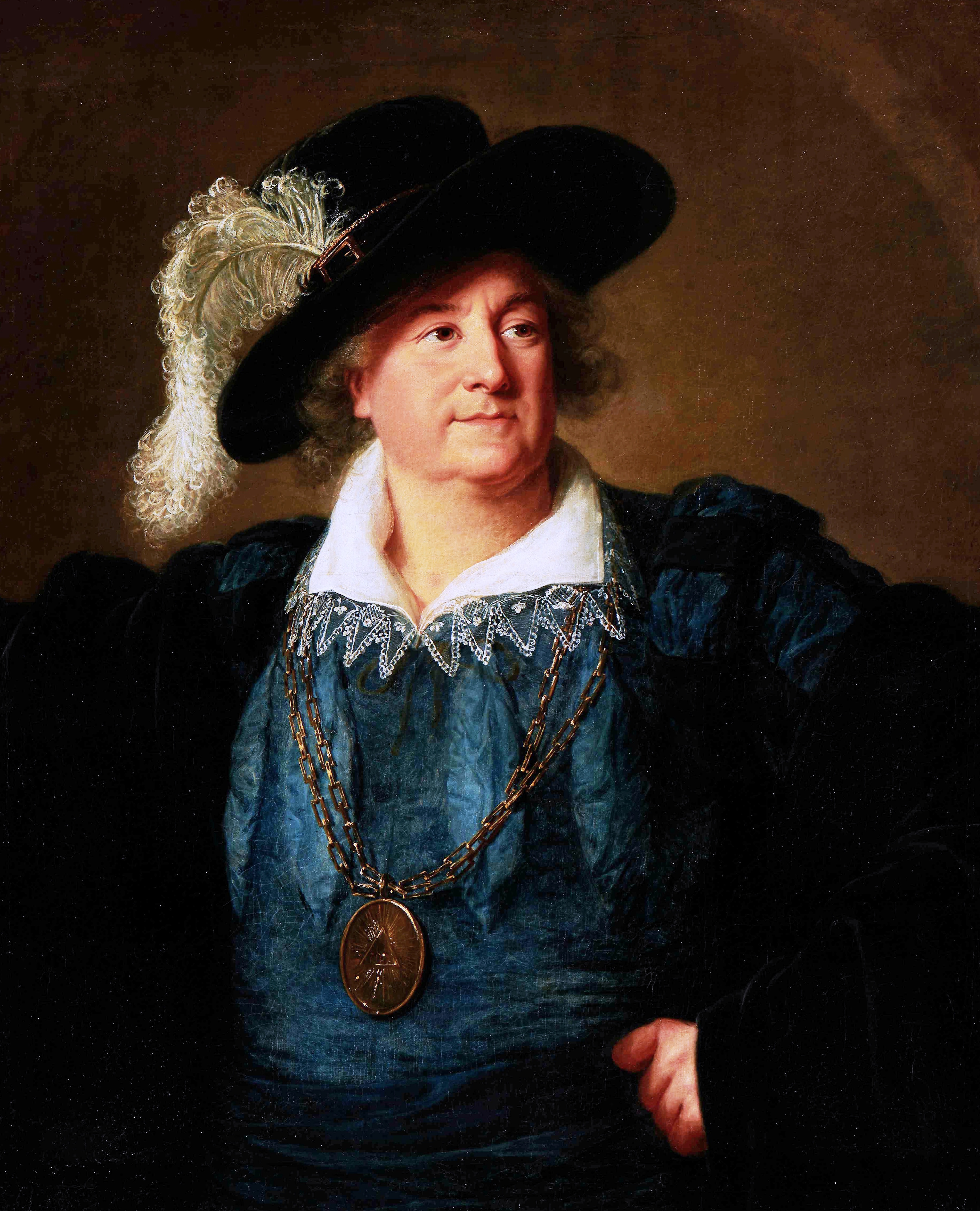
1797年の肖像画

まもなく、憲法の廃棄を求めるタルゴヴィツァ連盟が結成された。連盟はエカチェリーナ2世に協力を要請し、1792年5月にロシア軍はポーランド・リトアニア共和国内に進軍し、ポーランド・ロシア戦争が開始された。スタニスワフがフーゴ・コウォンタイ（Hugo Kołłątaj）らの助言を受け入れてタルゴヴィツァ連盟に参加すると、ポーランド国王軍の士気は衰え、それまで国王軍を指揮してきたタデウシュ・コシチュシュコや国王の甥ユゼフ・アントニ・ポニャトフスキ公爵による奮戦も無駄に終わってしまった。戦争はポーランド側の敗北に終わり、新憲法は廃止され、翌1793年にはロシアとプロイセンによる第二次ポーランド分割が敢行された。
1795年10月24日、第三次ポーランド分割が行われると同時に、ポーランド・リトアニア共和国は消滅した。1ヶ月後の11月25日、スタニスワフは強制的に退位させられた。スタニスワフはサンクトペテルブルクへと居を移し、半ば監視状態に置かれながら、ロシア政府から多額の年金を支給されて余生を送った。

### 死後
1938年、スタニスワフの遺骸は生地であるヴォウチンの教会に運ばれ、さらに1995年、ワルシャワの聖ヤン大聖堂（St. John's Cathedral, Warsaw）に移された。そこは1791年5月3日、彼が自ら起草した憲法の発布を祝福した場所である。

## 人物

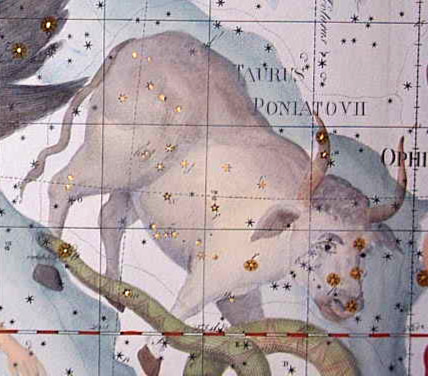
ヨハン・ボーデの星図に描かれた「ポニアトフスキーのおうし座」

スタニスワフはワルシャワ王城を改築し、美しいワジェンキ公園を建設した。彼は古い貨幣のコレクション、絵画のギャラリー、版画の印刷室を所有していた。またスタニスワフはワルシャワに大きな美術館を建てる計画も持っていたが、これはポーランドの崩壊によって挫折した。彼が収集した絵画のほとんどは、現在ロンドンのダリッジ・ピクチャー・ギャラリーで見ることができる。また1777年、天文学者マルチン・オドラニツキ・ポチョブットはポーランド王の名を記念し、へびつかい座の北東部にあるV字型に並んだ5つの星を「ポニアトフスキーのおうし座 （Taurus Poniatovii）」と名付けて独立させたことがある。この星座は現在は使われていないが、フラムスティードの星図などにはこの位置に牡牛の姿が記載されている。

## パトロネジ

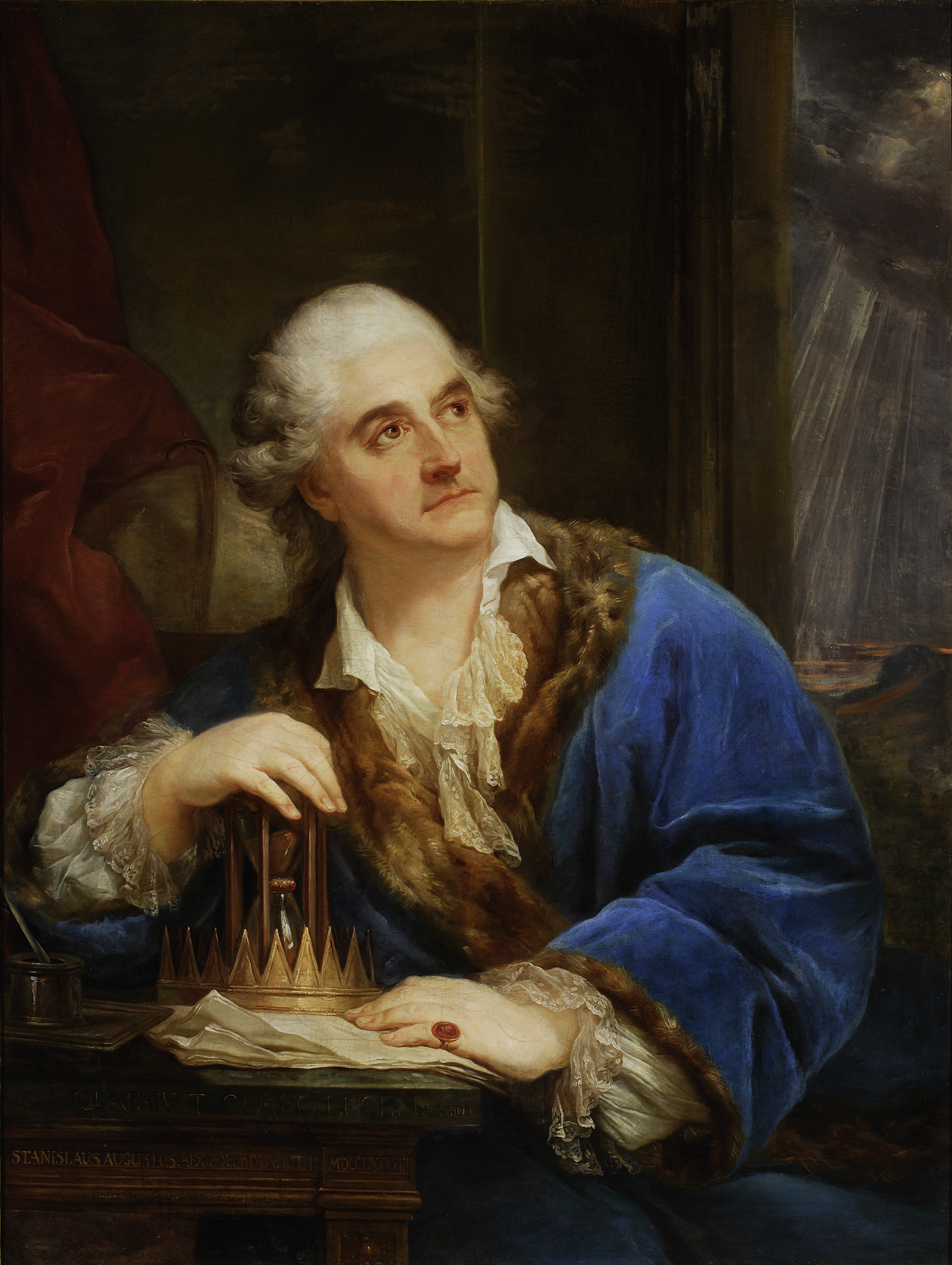
「砂時計および王冠を手にしたスタニスワフ・アウグスト」マルチェロ・バッチャレッリ画（1793年）
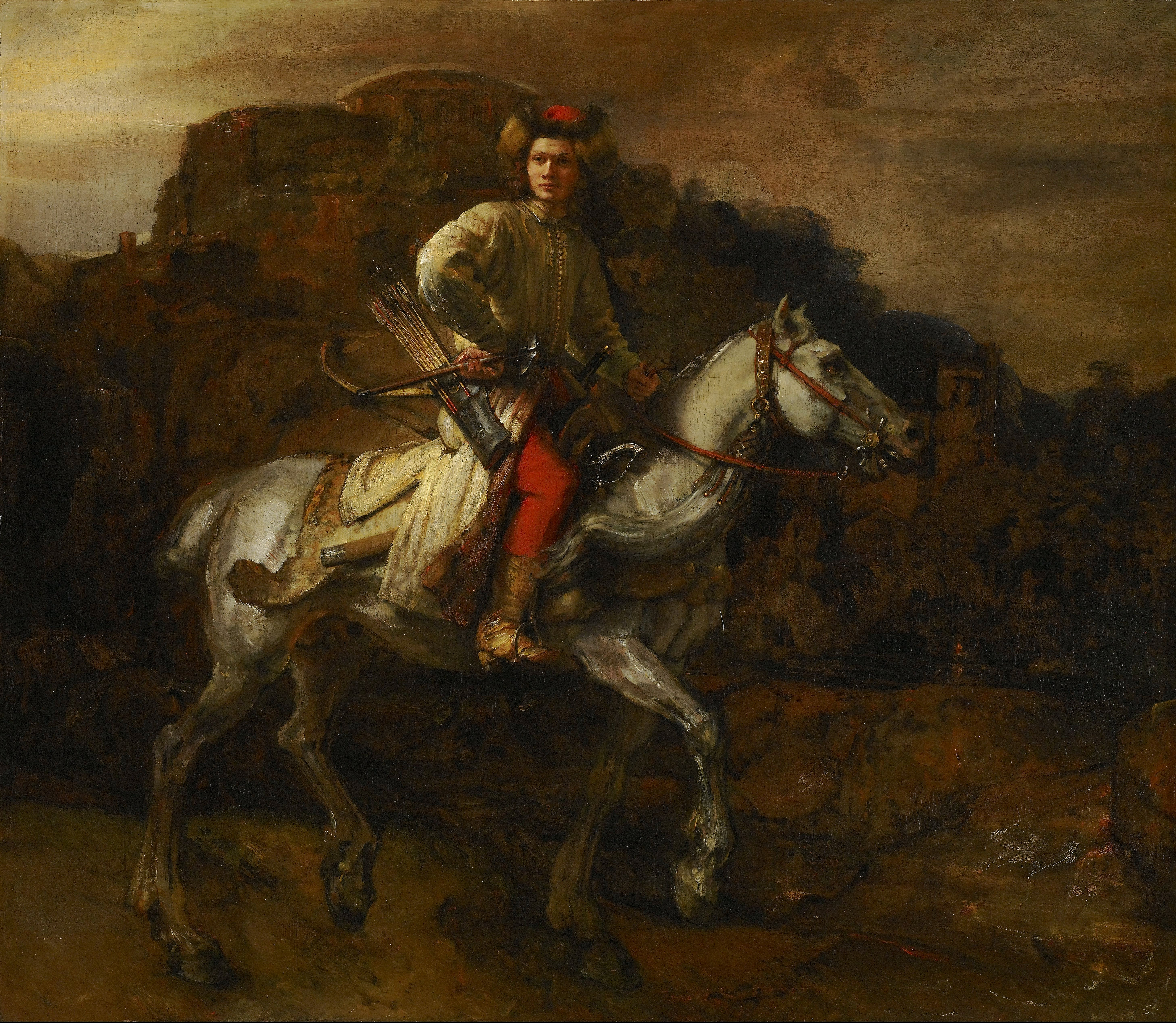
「リソフチク（ポーランド騎兵）」レンブラント画、死後にオークションに出品された国王のコレクション
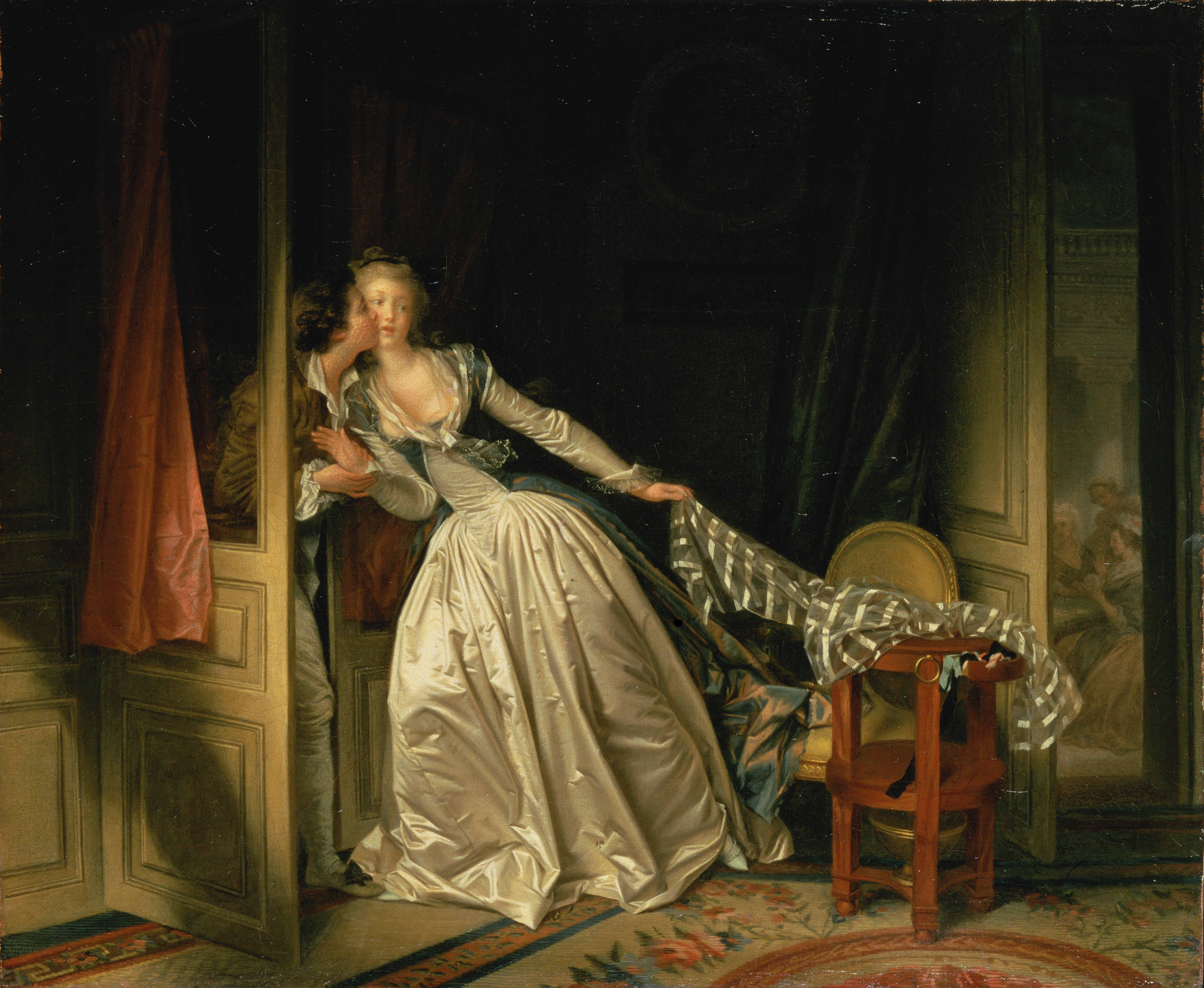
「盗まれた唇」フラゴナール画（1780年代）、国王のコレクション
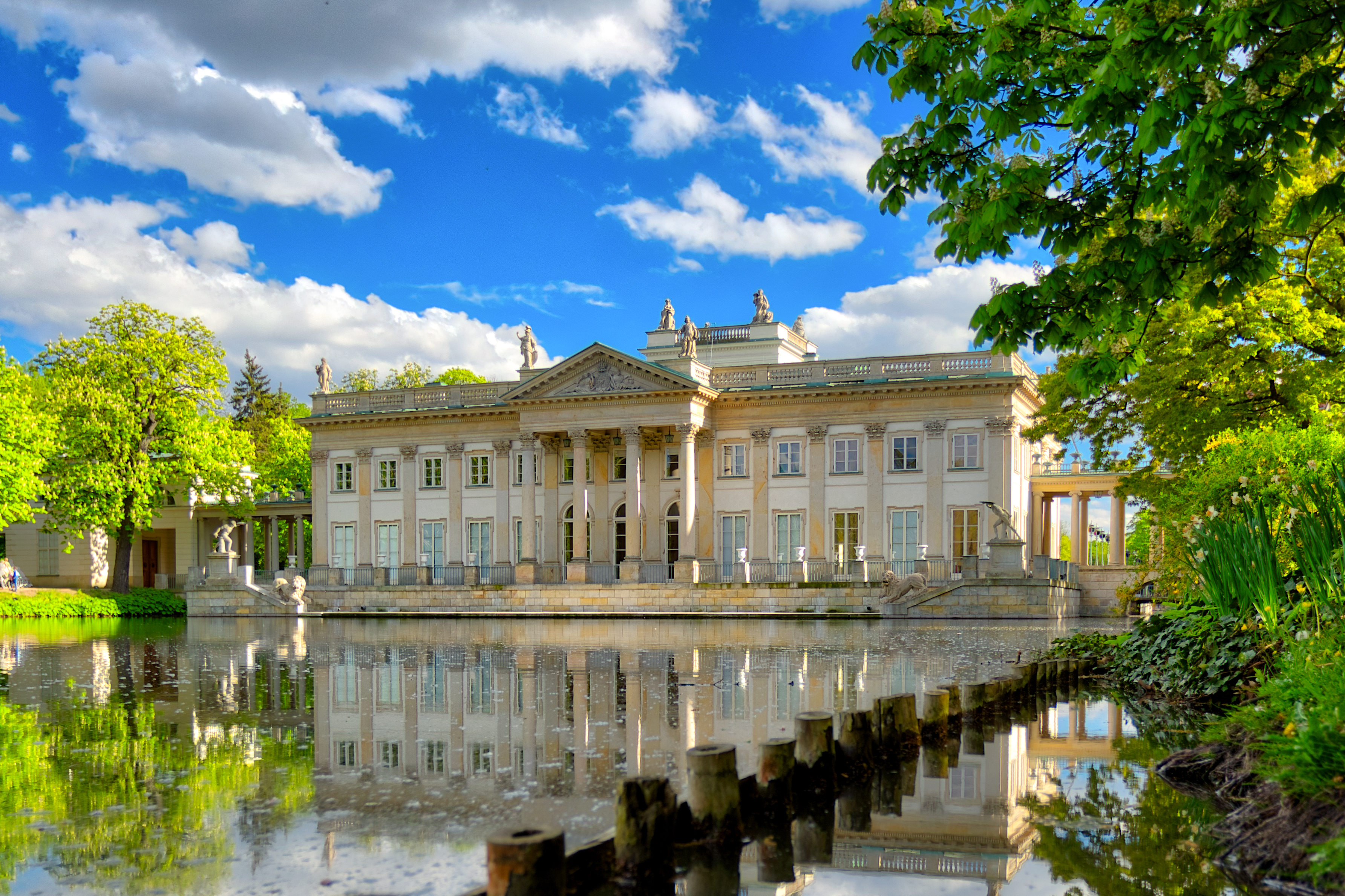
ワルシャワの「ワジェンキ宮殿」ドメニコ・メルリーニ設計（1772-93年）